# Gueorgui Pavlovitch Ignatiev
Pour les autres membres de la famille, voir Famille Ignatiev.
Comte Gueorgui Pavlovitch Ignatiev, dit George Ignatieff (en alphabet cyrillique : граф Георгий Павлович Игнатьев) (Saint-Pétersbourg, 16 décembre 1913 - Toronto (Canada), 10 août 1989) est un diplomate canadien d'origine russe.

## Biographie

### Jeunesse
Le comte Gueorgui Pavlovitch Ignatiev est issu d'une famille de la noblesse russe, il eut pour ascendant Fiodor Akinfovitch Biakont. Né à Saint-Pétersbourg, il est le fils du comte Pavel Nikolaïevitch Ignatiev, un proche conseiller de Nicolas II de Russie et l'avant-dernier ministre de l'Instruction publique du tsar (9 janvier 1915 au 27 décembre 1916), et de la princesse Natalia Nikolaïevna Mechtcherskaïa (1877-1944), fille du prince Nikolaï Petrovitch Mechtcherski (1829-1901) et de son épouse Maria Alexandrovna Panina (décédée en 1903).

### Mariage
Le comte Gueorgui Pavlovitch Ignatiev épouse Alison Grant. Deux fils naissent de cette union dont Michael Ignatieff.

### L'exil

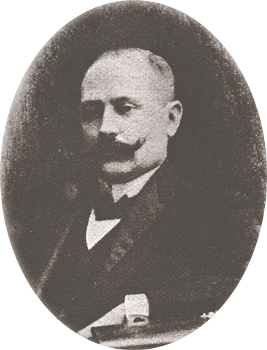
Le comte Pavel Nikolaïevitch Ignatiev père du comte Gueorgui Pavlovitch Ignatiev

Après la révolution de Février, le père de Gueorgui Pavlovitch est soumis à un interrogatoire dirigé par la Commission d'enquête du gouvernement provisoire, elle enquête sur des possibles activités illégales de l'ex-ministre de Nicolas II. En juillet 1917, le jeune Ignatiev suit sa famille à Kislovodsk. En octobre 1918, son père est arrêté comme otage par la Tcheka et envoyé à Piatigorsk, mais grâce à son excellent travail au ministère de l'Instruction publique, le conseil de Kislovodsk demande sa libération. Dans son livre L'Album russe, il fait référence au fait qu'il ait accepté de quitter la prison qu'après une demande de libération de deux otages. Les otages furent tués quelque temps plus tard par les Bolcheviks.
En janvier 1919, Le jeune Gueorgui Pavlovitch et sa famille s'installent à Novorossiisk, puis, en mars 1919, en Bulgarie. La famille Ignatiev se réfugie en France puis, en juillet 1920, s'installe en Grande-Bretagne. Gueorgui Pavlovitch fréquente l'école Saint-Paul de Londres. En 1932, la famille Ignatiev quitte la Grande-Bretagne pour s'installer au Canada. À son arrivée à Toronto, il est inscrit au Lower Canada College, sa scolarité se poursuit à l'Université de Trinity College puis à l'Université de Toronto. Bénéficiant de la bourse Rhodes, il poursuit ses études à l'Université d'Oxford.

### Seconde Guerre mondiale

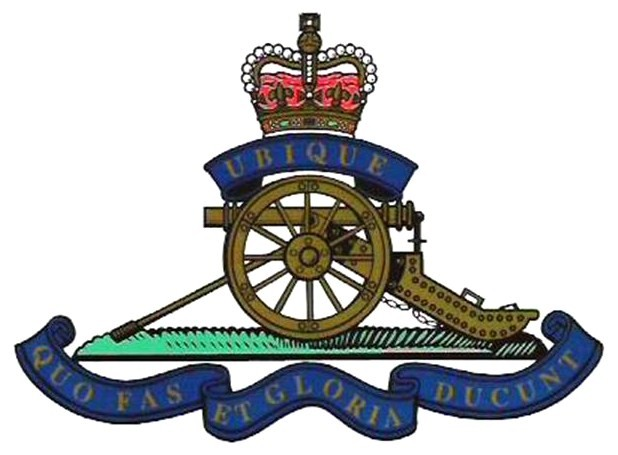
Insigne du Royal Artillery.

Au début de la Seconde Guerre mondiale, le comte Ignatiev s'engage dans le Royal Artillery où travaille dans le renseignement photographique. En 1940, il entre au ministère des Affaires étrangères canadien. Il occupe le poste d'assistant personnel de Vincent Massey au Haut-commissariat du Canada au Royaume-Uni. C'est au cours de cette période de sa vie, que le comte tisse des liens d'amitié avec Lester B. Pearson. En 1963, ce dernier devient premier ministre du Canada. Au cours de la Seconde Guerre mondiale, le comte Ignatiev sert également en qualité de délégué de guerre du Canada au Comité international de la Croix-Rouge.

### Période d'après-guerre

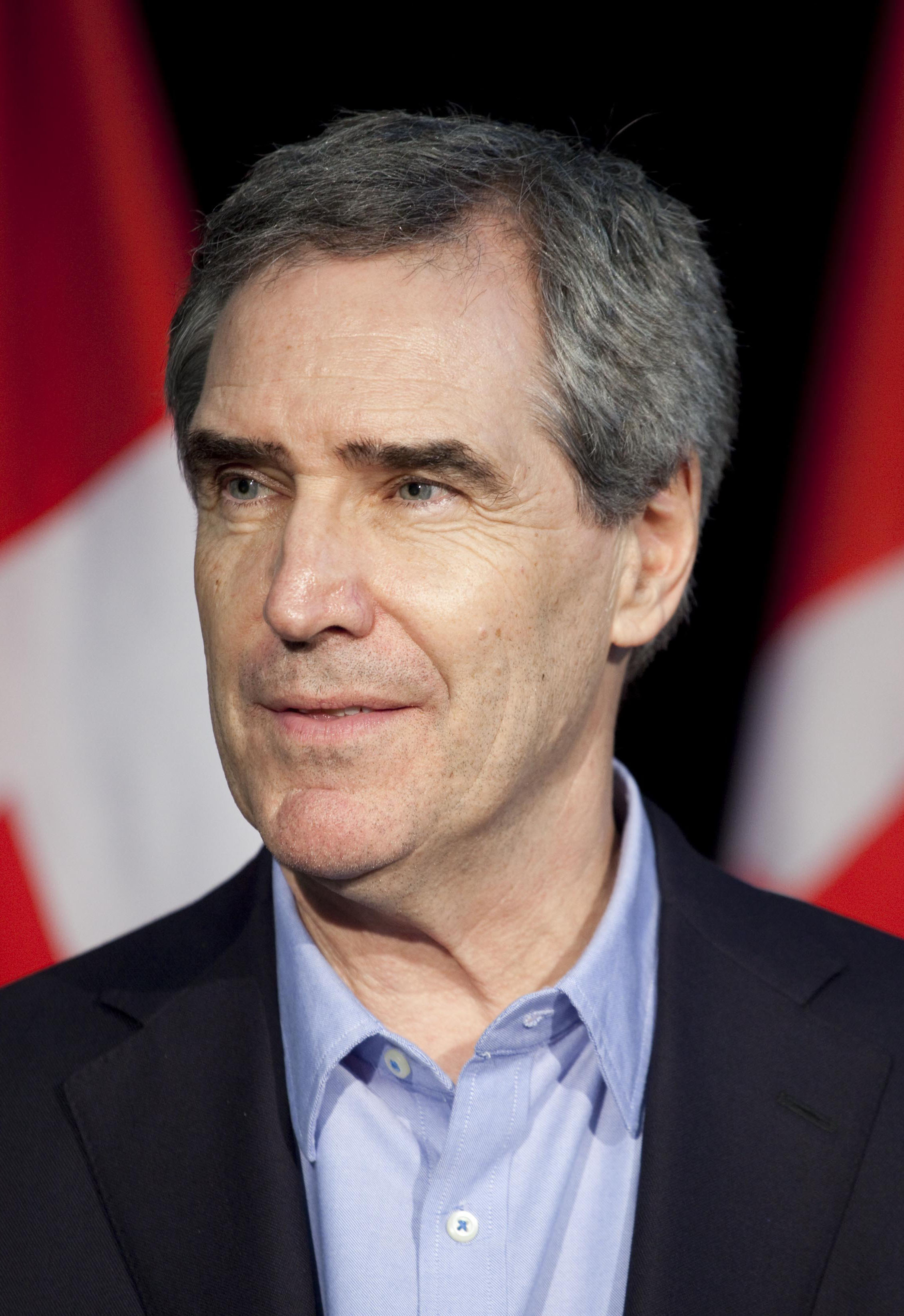
Mikhaïl Gueorguievitch Ignatiev, fils du comte Gueorgui Pavlovitch Ignatiev

Gueorgui Pavlovitch Ignatieff est un personnage clé dans la diplomatie et les relations internationales du Canada pendant la période d'après-guerre. De 1956 à 1958, il est ambassadeur du Canada en Yougoslavie. Il démontre une grande compétence au cours de sa mission diplomatique dans ce pays de l'Est. De 1963 à 1966, il représente le Canada aux Nations unies. De 1968 à 1969, il présida le Conseil de sécurité des Nations unies. De 1963 à 1966, il fut représentant permanent du Canada auprès de l'OTAN. En 1984, il représente le premier ministre canadien John Turner lors des discussions sur le désarmement.
Ignatieff n'est aucunement impressionné par la politique étrangère de Pierre Elliott Trudeau appliquée par son gouvernement entre les années 1970 et 1980. En outre, il ne craint pas de provoquer les fonctionnaires du gouvernement. Il plaide pour le réalignement prudent de la politique de défense du Canada, et une interdiction des essais nucléaires. Comme son mentor, Lester B. Pearson, le comte Ignatiev croît en l'interdépendance des nations, et a une prescience aiguë des menaces imminentes de la terreur, l'effondrement économique et la dégradation de l'environnement,.
De 1972 à 1979, le comte occupe le poste de recteur à l'Université de Trinity College, puis de 1980 à 1986, il remplit les fonctions de chancelier de l'Université de Toronto.
Gueorgui Pavlovitch Ignatiev a été décrit comme le meilleur gouverneur général que le Canada ait connu.
Les Mémoires de George Ignatieff furent publiées sous le titre de The Making of a Peacemonger, publié en 1985 par l'University of Toronto Press.  (ISBN 978-0802025562)

## Mort et inhumation
Le comte Georgui Pavlovitch Ignatiev meurt le 10 août 1989 à Toronto. Il est inhumé aux côtés de ses parents dans le cimetière Saint-Andrew à Melbourne (Québec).

## Distinctions
- 1973 : Compagnon de l'Ordre du Canada[12]
- 1984 : Médaille Pearson pour la paix[13]

## Diplômes et distinctions honorifiques
Le comte Gueorgui Pavlovitch Ignatiev reçut huit diplômes honorifiques d'universités canadiennes :
- 27 mai 1969 : Brock University, Saint Catharines(Ontario.
- 18 mai 1973 : Université de la Saskatchewan à Saskatoon
- 1975 : Université York à Toronto. (Ontario).
- 1978 : Université Mount Allison à Sackville Nouveau-Brunswick.
- juin 1984 : Université de Victoria à Victoria (Colombie-Britannique).
- 1984 : Université de Trent à Peterborough Ontario.